# Cryptopimpla labralis
Cryptopimpla labralis là một loài tò vò trong họ Ichneumonidae.